# Carles Puigdemont
Carles Puigdemont i Casamajó, född 29 december 1962 i Girona, är en spansk politiker. Mellan 11 januari 2016 och 27 oktober 2017 var han regionpresident i Katalonien (den 130:e i ordningen, enligt officiell numrering). Dessförinnan fungerade han som borgmästare i Girona. Puigdemont har även arbetat som journalist, varit ledamot av Kataloniens parlament och ordförande för Associació de Municipis per la Independència (sammanslutning av katalanska kommuner för Kataloniens självständighet).
Puigdemont valdes till katalansk regionpresident som kompromisskandidat efter företrädaren Artur Mas. Som regionpresident fortsatte han dock Mas politik med riktning mot utropandet av en självständig katalansk republik, trots Spaniens motstånd. Den 27 oktober 2017 lät Puigdemont utropa Republiken Katalonien; samma dag avsattes han efter beslut i Spaniens senat, och han har därefter vistats i exil i Belgien och Tyskland. 8 augusti 2024 återkom han oväntat till Barcelona, i samband med ett maktskifte i Generalitat de Catalunya. Efter ett kort tal i Parc de la Ciutadella inför en entusiastisk publik, lämnade han scenen och lyckades trots polisbevakning lämna Spanien.

## Biografi
Puigdemont föddes 1962 i kommunen Amer i norra Katalonien (provinsen Girona). Han var den andra av åtta syskon. Familjen hade konditori, och under uppväxten hjälpte han till i verksamheten. Musikintresset ledde till att Carles Puigdemont blev basist i poprock-bandet Zènit. Han startade även lokaltidningen Espelt.

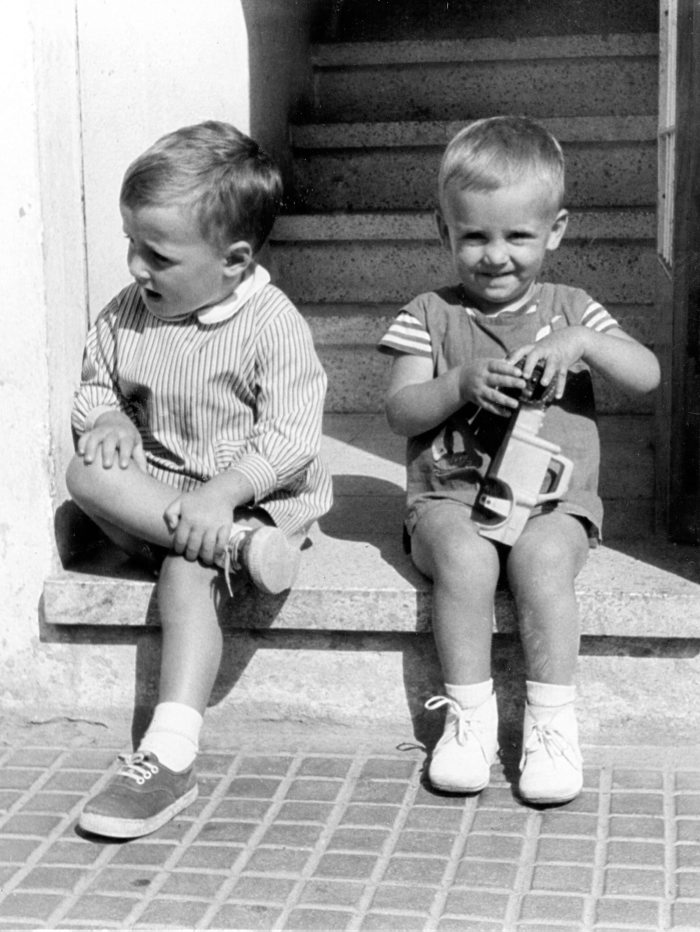
Carles Puigdemont som barn (till höger), med sin äldre bror.

Senare påbörjade Puigdemont studier i katalansk filologi vid Col·legi Universitari de Girona (sedan 1991 Gironas universitet), men avslutade dem inte.

### Karriär inom journalistiken
Under studietiden började han göra uppdrag för lokala publikationer, och därefter blev han lokalreporter på dagstidningen Los Sitios (dagens Diari de Girona).
Sedan avancerade Puigdemont till chefredaktörsposten på den andra dagstidningen i Girona – El Punt – där han 1982 hade börjat som korrekturläsare. Innan han lämnade El Punt hade han även hunnit starta skrivbyrån CAT Edicions, som bland annat producerade texter åt olika politiker (främst för Convergència i Unió).
Under 1990-talet återvände Puigdemont till skolbänken, denna gång för att studera journalistiken i de nya medierna och ledde kommunikationsprojekt för provinsstyret i Girona. Mellan 1999 och 2002 fungerade han som den förste VD:n för nyhetsbyrån Agència Catalana de Notícies. Han kom också att leda den nystartade engelskspråkiga dagstidningen Catalonia Today.
1993 tog Puigdemont ett sabbatsår från studerandet. Resor i olika EU-länder resulterade i ett antal reportage i tidskriften Presència. Året därpå kom hans bok Cata… què?, där han presenterade en översikt över hur den katalanska nationalismen genom åren beskrivits i internationella medier. Ämnet behandlades vidare i krönikor i Presèncias.
2006 var Puigdemont medgrundare av företaget Doble Utopia, som ägnade uppmärksamhet åt den katalanska delen av bloggosfären.

### Politisk karriär
Carles Puigdemont blev tidigt politiskt engagerad. Han blev 1983 medlem i Convergència Democràtica de Catalunya (CiU), och några år senare blev han aktivist i olika forum för försvaret av det katalanska språket och kulturen. Åren 2002–04 var han chef för kulturhuset i Girona. 2006–15 var han ledamot av Kataloniens parlament.
Vid lokalvalen 2007 stod Puigdemont överst på CiU:s valsedel i Girona. CiU förlorade dock valen, och Puigdemont var de kommande fyra åren oppositionsledare i kommunen. Vid 2011 års lokalval gjorde Puigdemont och CiU dock slut på PSOE:s dominans i Girona (PSOE hade då suttit vid rodret sedan 1979). Åren 2011–16 var Puigdemont sedan borgmästare (ledande kommunalråd) i Girona.
Som borgmästare regerade Puigdemont i minoritetsställning och med hjälp av olika koalitioner. Hans styre utmärktes bland annat av olika satsningar på den lokala turismen och internationella evenemang (inklusive inspelningen av avsnitt av Game of Thrones i Girona).
Carles Puigdemont har räknats som förespåkare för katalansk självständighet, alltsedan slutet av 1970-talet. 2012 blev han anmäld av Spaniens riksåklagare, efter att han använt allmänna medel för att hyra tåg till en manifestation för "Katalonien, en ny europeisk stat".
I juli 2015 tog Puigdemont över som ordförande för Associació de Municipis per la Independència, en sammanslutning av katalanska kommuner som arbetar för Kataloniens självständighet. Två månader senare valdes han in som ledamot av Kataloniens parlament, för koalitionen Junts pel Sí.

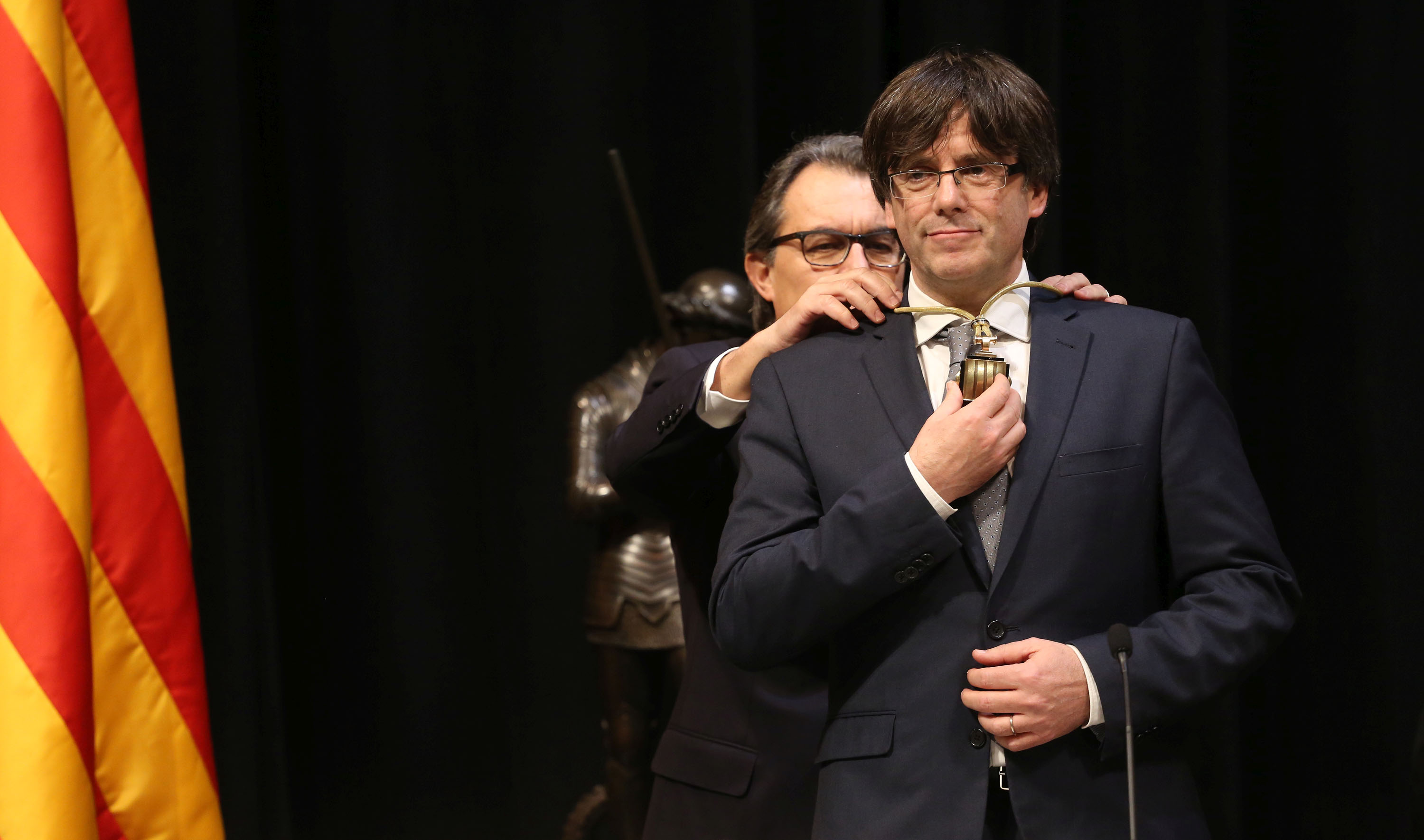
Artur Mas och Carles Puigdemont vid den senares tillträde som Kataloniens regionpresident, i januari 2016.

### Regionpresident
9 januari 2016 föreslog den dåvarande tillförordnade regionpresidenten Artur Mas Puigdemont som lämpligt namn att ta över som ny regionpresident. Förslaget var ett sätt att lösa det politiska dödläget, efter att det tilltänkta stödpartiet i parlamentet Candidatura d'Unitat Popular vägrat stödja Mas kandidatur. Dagen därpå röstades Carles Puigdemont igenom i parlamentet, med stöd av Junts pel Sí och CUP.
Därefter frånträdde Puigdemont sin post som borgmästare i Girona, där Isabel Muradàs tillfälligt och Albert Ballesta efter ett slutligt val tog över posten. Sedan mars 2016 är Marta Madrenas borgmästare i Girona.
Den 12 januari 2016 svor Carles Puigdemont eden som ny regionpresident i Katalonien. Vid tillfället svor han endast trohet till det katalanska folket och inte – som brukligt – till Spaniens kung och Spaniens grundlag. Dagen därpå utsåg han sina regionråd ("Kataloniens regering").

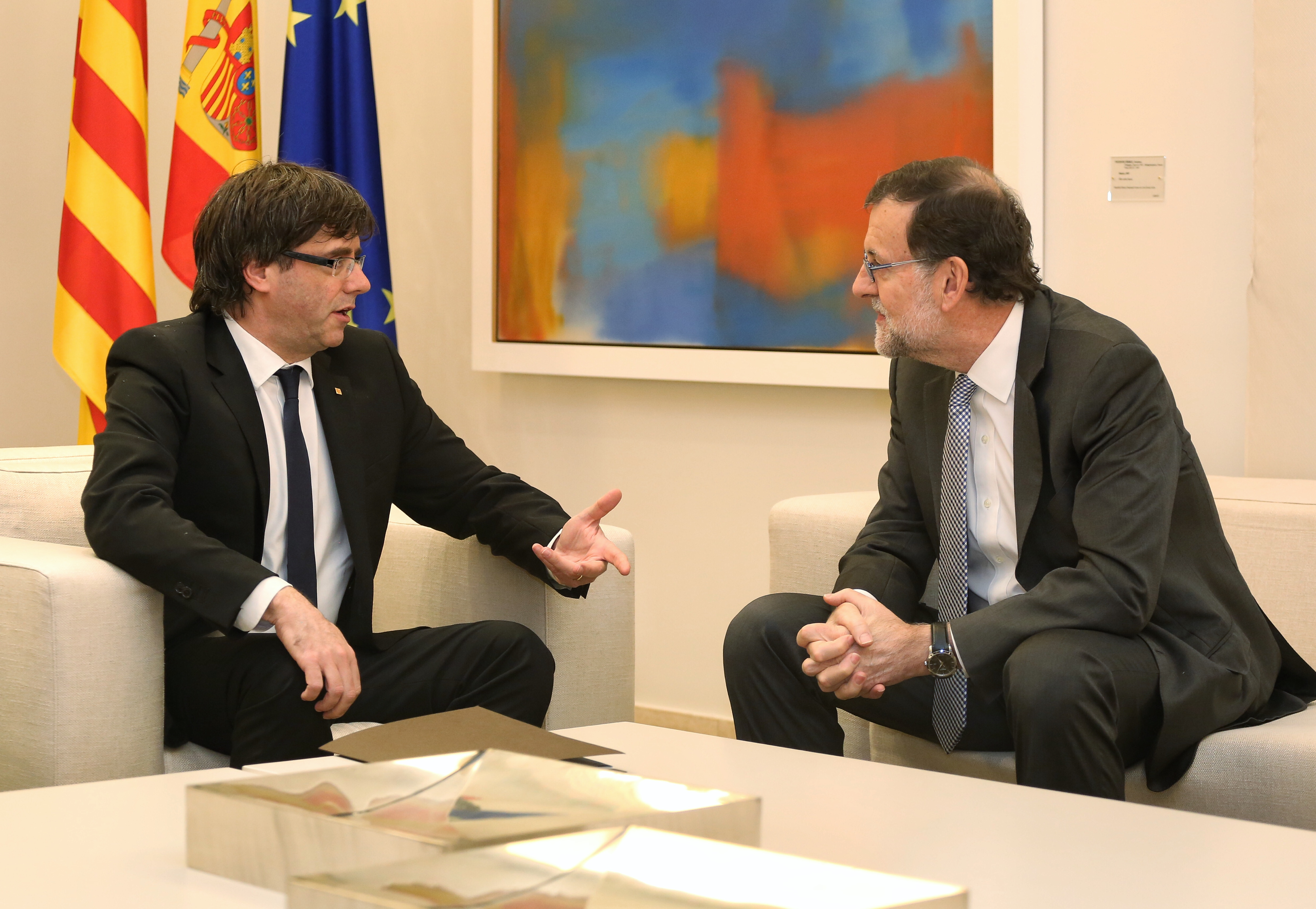
Puigdemont och Spaniens premiärminister Rajoy, under samtal i april 2016.

Puigdemont fortsatte därefter förberedelserna inför en kommande tänkt katalansk självständighet, ursprungligen planerad till 18 månader efter utropandet i november 2015. Puigdemonts styre mötte dock både externa (sanktioner och hot om sanktioner från Spaniens författningsdomstol) och interna (CUP:s ovillighet att stödja den föreslagna budgeten). 
I april 2016 skedde samtal mellan Puigdemont och Spaniens premiärminister Mariano Rajoy. Dessa ledde dock inte till något konkret, och spänningarna mellan det uttalat separatistiska styret i Katalonien och den Partido Popular-ledda spanska regeringen fortsatte.
I juni 2016 utlyste Puigdemont en förtroendeomröstning i parlamentet, för att få bekräftelse på om hans politik hade parlamentariskt stöd. 29 september genomfördes omröstningen, där CUP röstade ja men ännu vägrade ange något klart stöd till Puigdemonts budget. Regionpresidenten meddelande samtidigt att han tänkte utlysa en unilateral folkomröstning om katalansk självständighet (katalanska: Referèndum Unilateral d'Independència, RUI) till september 2017. Detta var ett avsteg från Junts pel Sís uttalande i november 2015, där Katalonien utan folkomröstning skulle utropa sig självständigt efter 18 månader.
Efter folkomröstningen den 1 oktober, då en liten majoritet röstade för utropandet av en katalansk republik, valde Puigdemont att den 27 oktober att låta utropa denna republik.

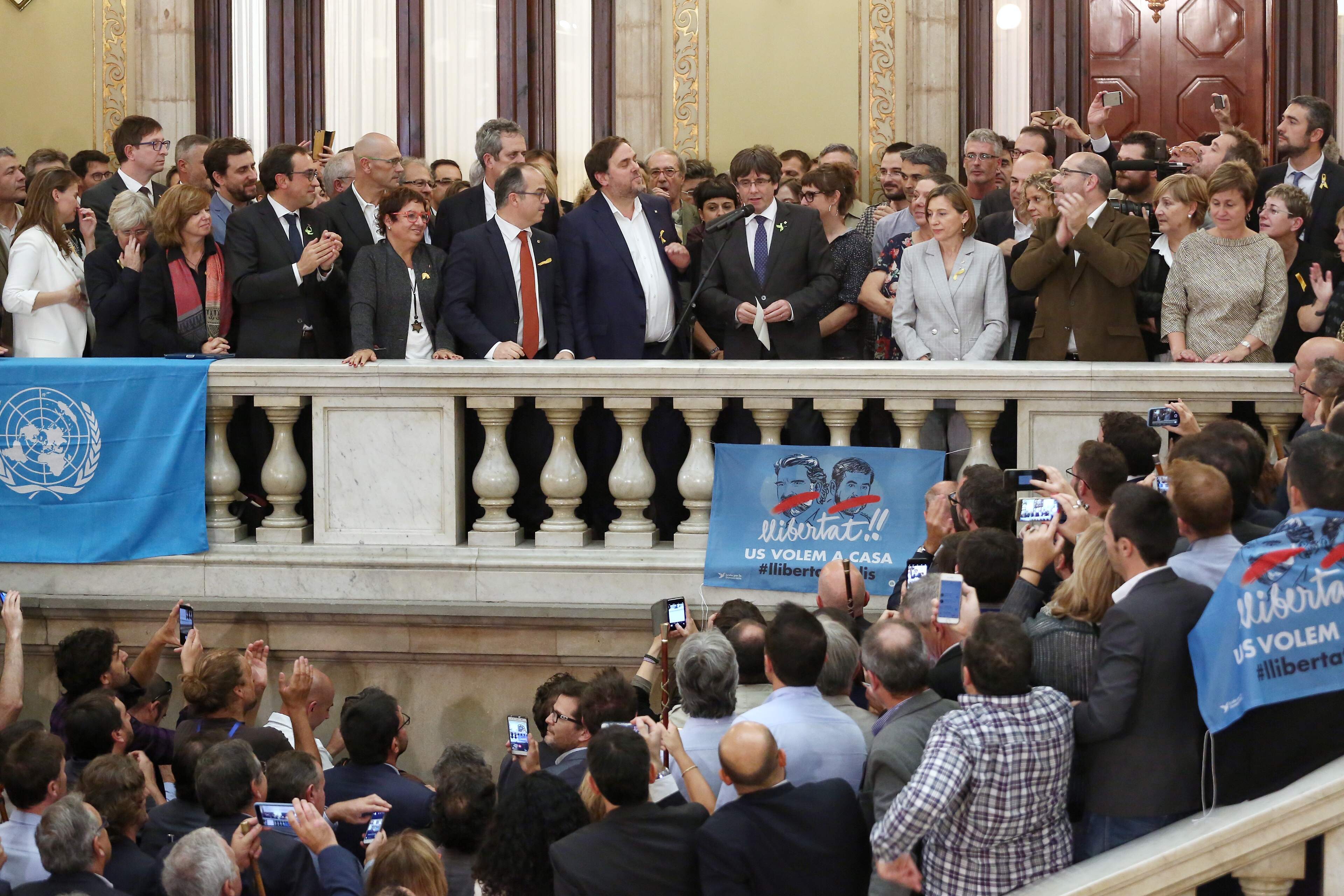
Carles Puigdemont under presskonferensen i Kataloniens parlament 27 oktober 2017, direkt efter utropandet av Republiken Katalonien.

### Avsättning och exil
27 oktober 2017 – samma dag som utropandet av den katalanska republiken – avskedades Puigdemont tillsammans med hela sin regering av Spaniens premiärminister Mariano Rajoy (via omröstning i Spaniens senat). Den 30 oktober kom uppgifter om att Puigdemont, tillsammans med flera andra medlemmar i den avsatta katalanska regeringen, lämnat Spanien och flytt till Bryssel efter att den spanske riksåklagaren begärt att han ska åtalas för bland annat uppror och uppvigling i samband med folkomröstningen och självständighetsförklaringen.
Åtalsprocessen mot Puigdemont och ledande katalanska politiker pågick när nyvalet till Kataloniens parlament skedde den 21 december, och nyvalet ledde till en fortsatt majoritet för självständighetsförespråkarna. Försöken att låta välja Puigdemont eller andra fängslade eller landsflyktiga katalanska politiker till ny regionpresident strandade, och 14 maj 2018 valdes till slut den fristående politikerna Quim Torra till Puigdemonts efterföljare på posten.
Carles Puigdemont arresterades 25 mars av tysk polis, efter att ha hållit föredrag i Finland och med hjälp av Spaniens internationella efterlysning. Han har dock inte kunnat utlämnas till Spanien, eftersom Tyskland inte accepterar Spaniens åtal mot honom för uppror (vilket enligt Tyskland måste ske med vapenmakt). Han har därefter släppts fri mot borgen, i väntan på ändrad orsak till utlämning; misshushållning av allmänna medel kan vara en sådan möjlig åtalspunkt. Den 19 juli återkallade undersökningsdomare Llarena arresteringsordern och Puigdemont frigavs. Han har nu återvänt till Waterloo i Belgien.
Efter att domarna fallit den 14 oktober 2019 i den spanska rättegången mot Kataloniens självständighetsledare, skickade Spanien ut en ny europeisk arresteringsorder för Puigdemont. Inte heller denna gång väntades Belgiens utlämnande av Puigdemont till Spanien ske automatiskt.
I september 2021 greps Puigdemont på den italienska ön Sardinien. Han släpptes efter en natt i arresten. I maj 2022 återupprättade Europeiska unionens domstol Puigdemonts parlamentariska immunitet.

### Tillfällig återkomst 2024
8 augusti 2024 återvände Puigdemont till Katalonien och Spanien, efter närmare sju år i exil. Inför ett antal tusen personer höll han ett femminuterstal i Parc de la Ciutadella, invid den katalanska parlamentsbyggnaden, och han hoppades kunna närvara när Salvador Illa svors in som ny regionpresident. Han menade att han ville förhindra att en "pro-spansk" katalansk regionregering etablerades, efter att Illas socialistiska parti (PSC, allierat med Spaniens PSOE) ökat stort i regionparlamentsvalen i maj samma år. Trots exilen var Puigdemont invald på ett mandat i regionparlamentet, och han trodde att hans röst skulle kunna fälla avgörandet vid voteringen inför presidentvalet; polisstyrkorna utanför byggnaden blockerade dock vägen för honom, och röstsiffrorna blev 68–66 till fördel för Illa.
Efter sitt fem minuter långa inlägg försvann Puigdemont från scenen och lyckades obemärkt lämna Spanien. Puigdemont åkte denna gång i baksätet på en privatbil till gränsen mellan södra och norra Katalonien (franskt territorium), till skillnad från förra flykten som företogs i bakluckan på en bil. Två katalanska mossos har gripits, efter misstankar om att de underlättat flykten. Dagen därpå var Puigdemont tillbaka i sitt hem i belgiska Waterloo.
Puigdemonts tillfälliga återkomst innebar en utmaning för det spanska rättsväsendet, eftersom Puigdemont och de före detta katalanska regionministrarna Toni Comín och Lluís Puig fortfarande riskerar att fängslas på grund av sin medverkan i den katalanska "statskuppen" 2017. Villkoren för en allmän amnesti för "kuppmakarna" från 2017 låg då för beslut i Spaniens högsta domstol, och den spanska författningsdomstolen hade samtidigt en majoritet ledamöter som Puigdemont hoppades skulle kunna döma till hans fördel.

## Familj
Carles Puigdemont är sedan 2000 gift med journalisten Marcela Topor. Paret har två döttrar. Han är vän med före detta klubbordföranden i FC Barcelona Joan Laporta.